# Glött
Glött ist eine Gemeinde im schwäbischen Landkreis Dillingen an der Donau, die am gleichnamigen Fluss liegt.

## Geografie
Die Gemeinde hat fünf Gemeindeteile (in Klammern ist der Siedlungstyp angegeben):
- Breitwiesmühle (Einöde)
- Feldbachmühle (Weiler)
- Glött (Pfarrdorf)
- Heudorf (Weiler)
- Ziegelstadel (Einöde)

Das ehemalige Dorf Glöttweiler ist mit Glött baulich zusammengewachsen.
Es gibt nur die Gemarkung Glött.

## Geschichte
Die ältesten Bodenfunde Glötts entstammen der Bronzezeit, ein früherer an der Vituskirche eingemauerter Votivstein römischen Ursprungs scheint jedoch fremden Ursprungs, also angetragen zu sein.
Das Dorf wurde 1150 zum ersten Mal als „Glette“ erwähnt, in späteren Quellen findet sich auch die Namensform "Gloettoo". Der Name des Dorfs leitet sich vom gleichnamigen Fluss ab, der durch das Dorf fließt. Er ist germanischen Ursprungs und bedeutet so viel wie „die Glatte“, oder „die Glänzende“.
Die älteste Nennung des heutigen Gemeindeteils Glöttweiler stammt aus dem Jahr 1423. Der Gemeindeteil Heudorf wird 1400 erstmals genannt. 1303 erscheint der Weiler der späteren Feldbachmühle und 1356 die Breitwiesmühle.
Das Dorf war zunächst der Sitz eines niederen Adelsgeschlechtes. Im 14. Jahrhundert hielten die Herren von Burgau die Herrschaft inne. Deren Nachfolger waren unter anderem die Güsse von Güssenburg, die Schloss und Herrschaft 1537 an Anton Fugger verkauften. Unter Johann Ernst Fugger (1590 bis 1639) entstand dann die Linie Fugger-Glött.
Die Herrschaft der Fugger ist für die geschichtliche Entwicklung der Gemeinde Glött von ausschlaggebender Bedeutung geworden. Zeitweilig gehörten auch die Ortschaften Dürrlauingen, Winterbach, Windhausen, Hafenhofen und Baumgarten zur Herrschaft. Das Oberamt Glött war außerdem Sitz eines fürstlichen Herrschaftsgerichtes. 1848 ist es völlig erloschen. 1786 und ebenso 1818 wird Glött als Markt bezeichnet, ein Beleg dafür, dass es damals eine wirtschaftliche Vorrangstellung in der Region eingenommen hat. Mit der Rheinbundakte 1806 kam der Ort zum Königreich Bayern, die Fugger-Glött unterwarfen sich 1806 freiwillig. Im Zuge der Verwaltungsreformen in Bayern entstand mit dem Gemeindeedikt von 1818 die heutige Gemeinde.
1869 wurde das einstige Wasserschloss in eine Versorgungs- und Pflegeanstalt umgewandelt. Welches heute zur Regens-Wagner-Stiftung gehört.

## Einwohnerentwicklung
| Stand     | 1970 | 1987 | 1991 | 1995 | 2000 | 2005 | 2010 | 2015 | 2020 |
| --------- | ---- | ---- | ---- | ---- | ---- | ---- | ---- | ---- | ---- |
| Einwohner | 0956 | 1099 | 1173 | 1144 | 1130 | 1125 | 1098 | 1101 | 1118 |

Zwischen 1988 und 2018 sank die Einwohnerzahl von 1129 auf 1105 um 24 Einwohner bzw. um 2,1 %.

## Politik
Die Gemeinde ist Mitglied der Verwaltungsgemeinschaft Holzheim.

### Gemeinderat
Bei den Gemeinderatswahlen 2002, 2008, 2014 und 2020 entfielen alle zwölf Sitze auf die Einheitsliste CSU/CWV.
| Parteien und Wählergemeinschaften | 2020  | 2020  |
| Parteien und Wählergemeinschaften | %     | Sitze |
| --------------------------------- | ----- | ----- |
| CSU/CWV                           | 98,9  | 12    |
| Ohne Wahlvorschlag                | 1,1   | 0     |
| Gesamt                            | 100,0 | 12    |
| Wahlbeteiligung in %              | 60,9  | 60,9  |

### Bürgermeister
Erster Bürgermeister ist seit Mai 1990 Friedrich Käßmeyer (CSU/Christliche Wählervereinigung); dieser wurde am 15. März 2020 mit 83,5 % für weitere sechs Jahre bestätigt.

### Wappen
| Wappen von Glött | Blasonierung: „In Blau ein mit drei gestürzten roten Sparren belegter goldener Pfahl, beseitet von je einer goldenen heraldischen Lilie.“ |
| Wappen von Glött | Wappenbegründung: Im Jahr 1537 erwarb Anton Fugger Schloss und Ort Glött. Unter Johann Ernst Fugger (1590 bis 1639) entstand die Linie Fugger-Glött. Diese führte neben den Fuggerschen Lilien auch einen goldenen Pfahl mit drei gestürzten roten Sparren im Wappen. Diese Wappenfigur stammt aus dem Wappen der Herren von Bollweiler, deren Besitz durch Erbgang 1655 ebenfalls an die Fugger überging. Glött wurde Sitz eines Ober- oder Pflegamtes. Unter der Herrschaft der Fugger sind Marktrechte für 1786 und 1818 nachweisbar. Dieses Wappen wird seit 1966 geführt. |

## Wirtschaft und Infrastruktur

### Wirtschaft einschließlich Land- und Forstwirtschaft
Es gab im Jahr 2021 nach der amtlichen Statistik 305 sozialversicherungspflichtig Beschäftigte am Arbeitsort, die nicht näher nach Branche aufgeschlüsselt wurden. Sozialversicherungspflichtig Beschäftigte am Wohnort gab es insgesamt 398. Im verarbeitenden Gewerbe gab es keine, im Bauhauptgewerbe drei Betriebe. Zudem bestanden im Jahr 2020 17 landwirtschaftliche Betriebe mit einer landwirtschaftlich genutzten Fläche von 879 ha, davon waren 705 ha Ackerfläche.

### Bildung
Im Ortskern von Glött befindet sich eine Kinderkrippe und ein Kindergarten. In der Kinderkrippe werden 10 Kinder im Alter von 1 bis 3 Jahren betreut und den Kindergarten besuchen 22 Kinder im Alter zwischen 3 und 6 Jahre (Stand Juli 2020).
Zusammen mit dem Markt Aislingen und der Gemeinde Holzheim bildet Glött den Schulverband „Am Aschberg“. Dieser trägt die im Holzheimer Gemeindeteil Weisingen gelegene Grund- und Mittelschule am Aschberg (auch Aschbergschule genannt). Im Schuljahr 2023/24 wurden an der Grundschule 201 Kinder von 12 Lehrkräften und an der Mittelschule 99 Kinder von 9 Lehrkräften unterrichtet.

### Erneuerbare Energien
Im August 2007 wurde in Glött die erste Windkraftanlage im Landkreis Dillingen errichtet. Es handelt sich dabei um eine Enercon E-53 mit Nabenhöhe 73 m, Rotordurchmesser 53 m und einer Leistung von 800 kW.

### Verkehr
Nächstgelegene Bahnhöfe sind Dillingen (Donau) und Lauingen an der Bahnstrecke Ingolstadt–Neuoffingen.

## Persönlichkeiten
- Siggi Schwarz (* 1958 in Glött), Gitarrist, Musikproduzent und Konzertveranstalter